# Kurt Landauer
Kurt Landauer (* 28. Juli 1884 in Planegg; † 21. Dezember 1961 in München) war ein deutscher Kaufmann und Fußballfunktionär. Er war von 1913 bis 1914, von 1919 bis 1933 und erneut von 1947 bis 1951 Präsident des FC Bayern München und wurde 2013 posthum zum Ehrenvorsitzenden des Vereins gewählt.

## Leben
Kurt Landauer wurde im Juli 1884 als dritter Sohn des jüdischen Kaufmanns Otto Landauer (1842–1913) und dessen Ehefrau Hulda Bernheimer (1844–1930) in Planegg geboren, einem südwestlichen Vorort Münchens. Er hatte vier Brüder, darunter Franz Landauer und zwei Schwestern. Sein Vater betrieb ein Geschäft für Damenoberbekleidung in der Kaufingerstraße 26/Frauenplatz 6 in München.
Ab 1901 spielte Landauer als Torhüter der zweiten Mannschaft für den FC Bayern München. 1913/14 war er als Nachfolger von Angelo Knorr (1882–1932), der den Verein seit 1907 geführt und geprägt hatte, erstmals Präsident. Von 1914 bis 1918 kämpfte Landauer im Ersten Weltkrieg und erhielt für seine Verdienste das Eiserne Kreuz.
Nach dem Krieg nahm Landauer im Januar 1919 seine Funktion im Verein wieder auf. In seiner bis 1933 währenden zweiten Amtszeit verzeichnete der FC Bayern München einen sportlichen Aufstieg. So konnte der Verein zwei süddeutsche Meisterschaften (1926 und 1928) gewinnen und mehrfach die Endrunde zur deutschen Meisterschaft erreichen (1926, 1928 und 1929). Durch einen 2:0-Sieg gegen Eintracht Frankfurt im Endspiel in Nürnberg am 12. Juni 1932 wurde der FC Bayern erstmals deutscher Meister.
Das Modegeschäft seines Vaters, an dem Landauer beteiligt war, ging Ende 1928 in die Insolvenz. Im Herbst 1930 nahm er eine Stellung in der Anzeigenabteilung der Münchner Neuesten Nachrichten an. Hier stieg er rasch zum Büroleiter auf. Bereits am 22. März 1933, kurz nach der „Machtergreifung“ der Nationalsozialisten, legte Landauer sein Amt als Bayern-Präsident nieder. Im April 1933 verlor er aufgrund seines jüdischen Glaubens seine Arbeitsstelle. Nach vorübergehender Arbeitslosigkeit erhielt er 1935 eine Anstellung in einem Münchner Wäschegeschäft. Ende 1937 verkaufte er mit seinem Bruder Franz den Stammsitz der Familie in der Kaufingerstraße 28 an die Warenhauskette Woolworth.
1938 wurde er am Tag nach der Pogromnacht für vier Wochen im Konzentrationslager Dachau interniert. Nach seiner Entlassung konnte er im Mai 1939 in die Schweiz flüchten. Vier seiner Geschwister dagegen wurden von den Nazis ermordet.
Laut eines biografischen Romans von 2014 befand sich Landauer bei einem Freundschaftsspiel in Zürich im November 1943 auf der Stadiontribüne und wurde von Bayernspielern begrüßt. Für seine Anwesenheit oder gar die Begrüßung durch die Spieler gibt es allerdings keine gesicherten Quellen.

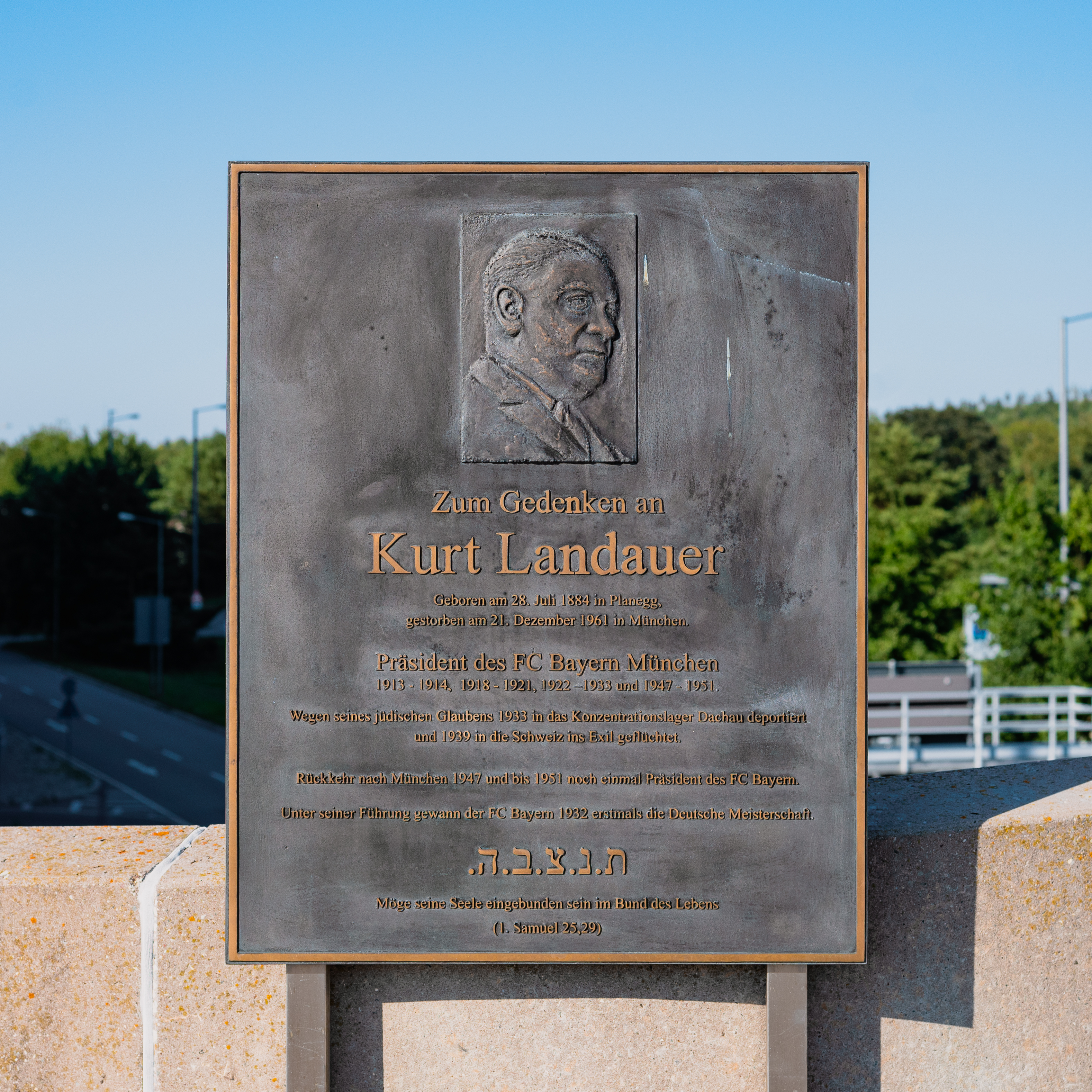
Gedenktafel an Kurt Landauer nahe der Allianz Arena.

Im Juni 1947 kehrte Landauer nach München zurück und wurde im August nochmals Präsident des FC Bayern München. Parallel dazu arbeitete er seit November 1948 in einem Münchner Verlag. Unter seiner Präsidentschaft gelang der Wiederaufbau des Vereins. Dazu zählt auch die Bereitstellung eines Übungsgeländes an der Säbener Straße, in der der FC Bayern seitdem sein Vereinsgelände hat. Zudem feierte der FC Bayern 1950, während Landauers letzter Amtsperiode, sein 50-jähriges Bestehen.
Am 10. April 1951 wurde Landauer überraschend auf der Vereinsversammlung im Union-Bräu auf dem Max-Weber-Platz abgewählt. Eigentlich sollte bei der Zusammenkunft darüber entschieden werden, wer im Folgejahr die Nachfolge des Führungsduos Landauer und Vize Siegfried Herrmann antreten sollte. Wohl einem Komplott der Handballer im Verein geschuldet, die in ungewöhnlich großer Anzahl angerückt waren, wurde aber deren Abteilungsleiter, der 38-jährige Teppichgroßhändler Julius Scheuring, mit sofortiger Wirkung zum neuen Präsidenten gewählt; er konnte sich jedoch nicht lange in dieser Position halten und musste bereits 1953 wieder zurücktreten. Aufgrund dieser Erfahrung wurde die Vereinssatzung so abgeändert, dass von nun an nur noch Fußballer Präsident werden konnten.
Drei Monate nach seiner Abwahl, am 27. Juli 1951, besuchte ihn eine Bayern-Delegation, angeführt von Scheuring, in seiner Wohnung in Schwabing, um ihm zu seiner 50-jährigen Mitgliedschaft im Verein zu gratulieren und stattete ihn dabei mit Blumen und einem prunkvollen goldenen Ring mit Vereinswappen aus. Das versöhnte Landauer etwas und er beteiligte sich im Hintergrund wieder am Vereinsgeschehen, u. a. durch finanzielle Unterstützung mithilfe seines Wiedergutmachungsgelds.
Am 27. Oktober 1955 heiratete Landauer seine aus Memmingen stammende ehemalige Haushälterin Maria Baumann (1899–1971). Sie hatte seiner Mutter als Hilfsköchin gedient und ihm und seinem Bruder Paul den Haushalt geführt, woraus sich eine persönliche Vertrautheit entwickelt hatte.
Am 21. Dezember 1961 starb Kurt Landauer im Klinikum Schwabing in München. Er liegt auf dem Neuen Israelitischen Friedhof begraben. Auf Beschluss der Jahreshauptversammlung vom 13. November 2013 ernannte der FC Bayern ihn posthum zu seinem Ehrenpräsidenten.

## Ehrungen

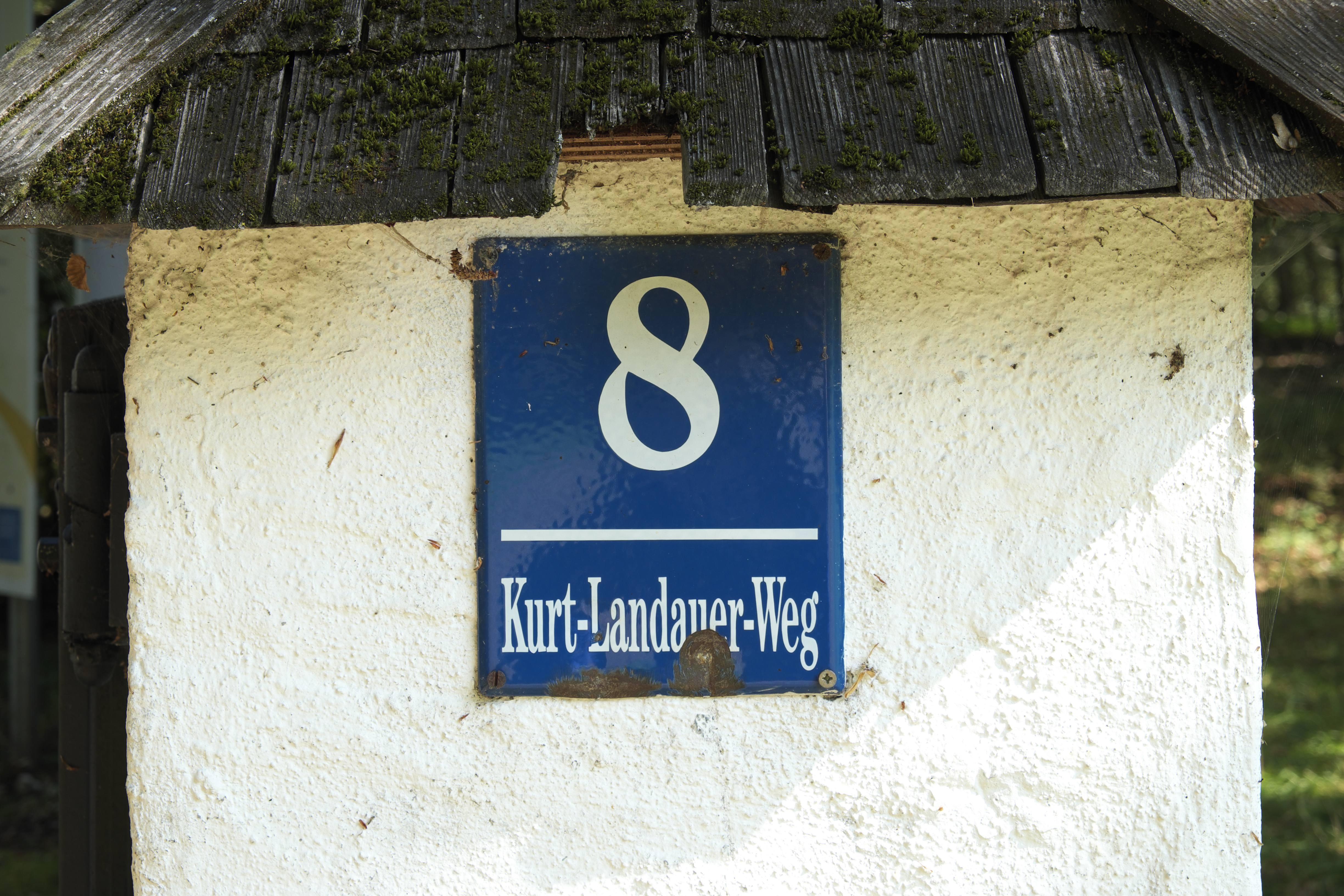
Kurt-Landauer-Weg vor der katholischen (sic!) Heilig-Kreuz-Kirche in Fröttmaning

- 1917: Verleihung des Eisernen Kreuzes II. Klasse.
- 1929: Verleihung der Goldenen Ehrennadel mit Diamanten des FC Bayern München.
- Im Münchner Stadtteil Freimann in der Nähe der Allianz Arena wurde der Kurt-Landauer-Weg nach ihm benannt.
- In der Lagerstraße des ehemaligen Konzentrationslagers Dachau, Block 8, fand am 27. Juli 2009 anlässlich Landauers 125. Geburtstags eine Gedenkfeier, verbunden mit einem Zeitzeugengespräch, statt.[7]
- Die „Schickeria München“, die Ultra-Gruppierung des FC Bayern, trägt alljährlich ein antirassistisches Turnier um den Kurt-Landauer-Pokal aus und war ein maßgeblicher Initiator des Films zu Ehren von Kurt Landauer. Im Jahr 2017 gründete die Gruppe außerdem eine nach Landauer benannten Verein, die  Kurt Landauer Stiftung. Deren Aufgabe besteht in der Aufarbeitung der NS-Zeit wie auch in aktueller antirassistischer Arbeit.[8]
- Der TSV Maccabi München hat einen seiner Plätze auf dem Vereinsgelände an der Riemer Straße im Osten Münchens Kurt-Landauer-Platz genannt. Dort findet jährlich im Juli das Kurt-Landauer-Turnier statt.[9]
- Der FC Bayern München hat am 15. Dezember 2015 den Platz vor der Allianz Arena nach Kurt Landauer benannt.[10]
- Im Mai 2019 wurde am Trainingsgelände des FC Bayern eine Bronzestatue von Kurt Landauer enthüllt.[11]
- Am 15. Oktober 2020 wurde der Kurt-Landauer-Platz, ein Dachsportplatz auf dem Bellevue di Monaco in der Müllerstraße 2, im Beisein des Oberbürgermeisters Dieter Reiter und FC Bayern-Aufsichtsratsmitglied Uli Hoeneß feierlich eröffnet.[12]

## Film
Im Jahr 2010 erstellte der Kreisjugendring München-Stadt in Kooperation mit dem NS-Dokumentationszentrum einen Dokumentarfilm über das Leben Kurt Landauers, die frühe Geschichte des FC Bayern und über das gemeinsame Schaffen von Juden und Nichtjuden. Der Film Kick it like Kurt wurde mit dem Münchner Bürgerpreis Gegen Vergessen – Für Demokratie 2011 ausgezeichnet.
Im Juli 2014 hatte Landauer – Der Präsident Premiere auf dem Filmfest München. Der Fernsehfilm über das Leben Landauers wurde von Zeitsprung Pictures im Auftrag von BR, ARD Degeto und WDR produziert und im Oktober 2014 im Ersten ausgestrahlt. Im Rahmen eines transmedialen Projekts erschien im gleichen Jahr die Augmented Reality App „LandauerWalk“. Sie ermöglicht, die Stationen im Leben Kurt Landauers in München mit AR-Technologie zu erleben.

## Dokumentation
- Münchner, Jude, Fußballer: Der Mann, der den FC Bayern erfand! auf YouTube, Capriccio, BR, 22. Juni 2021